# Philipp Poisel

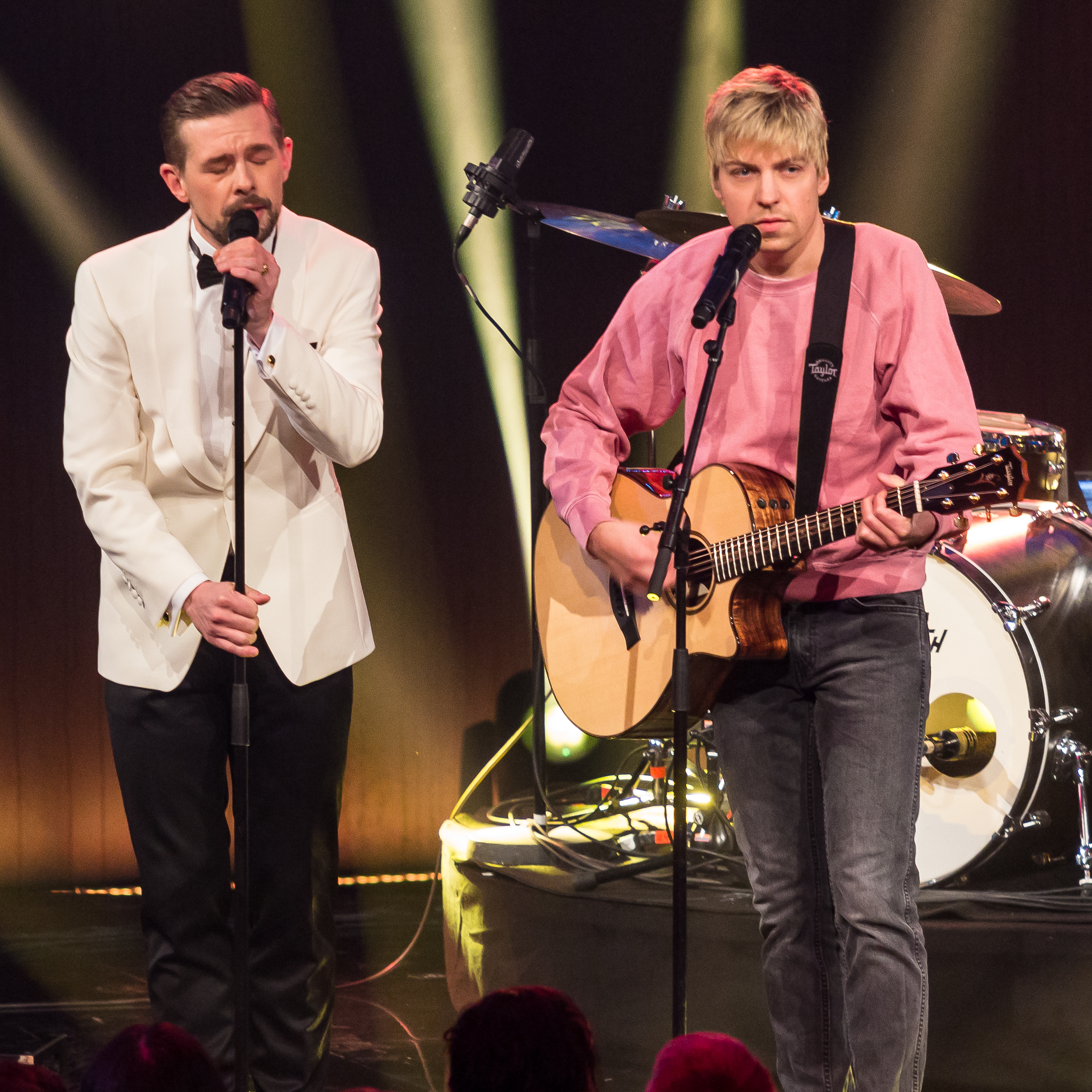
laas Heufer-Umlauf, Philipp Poisel, 2016

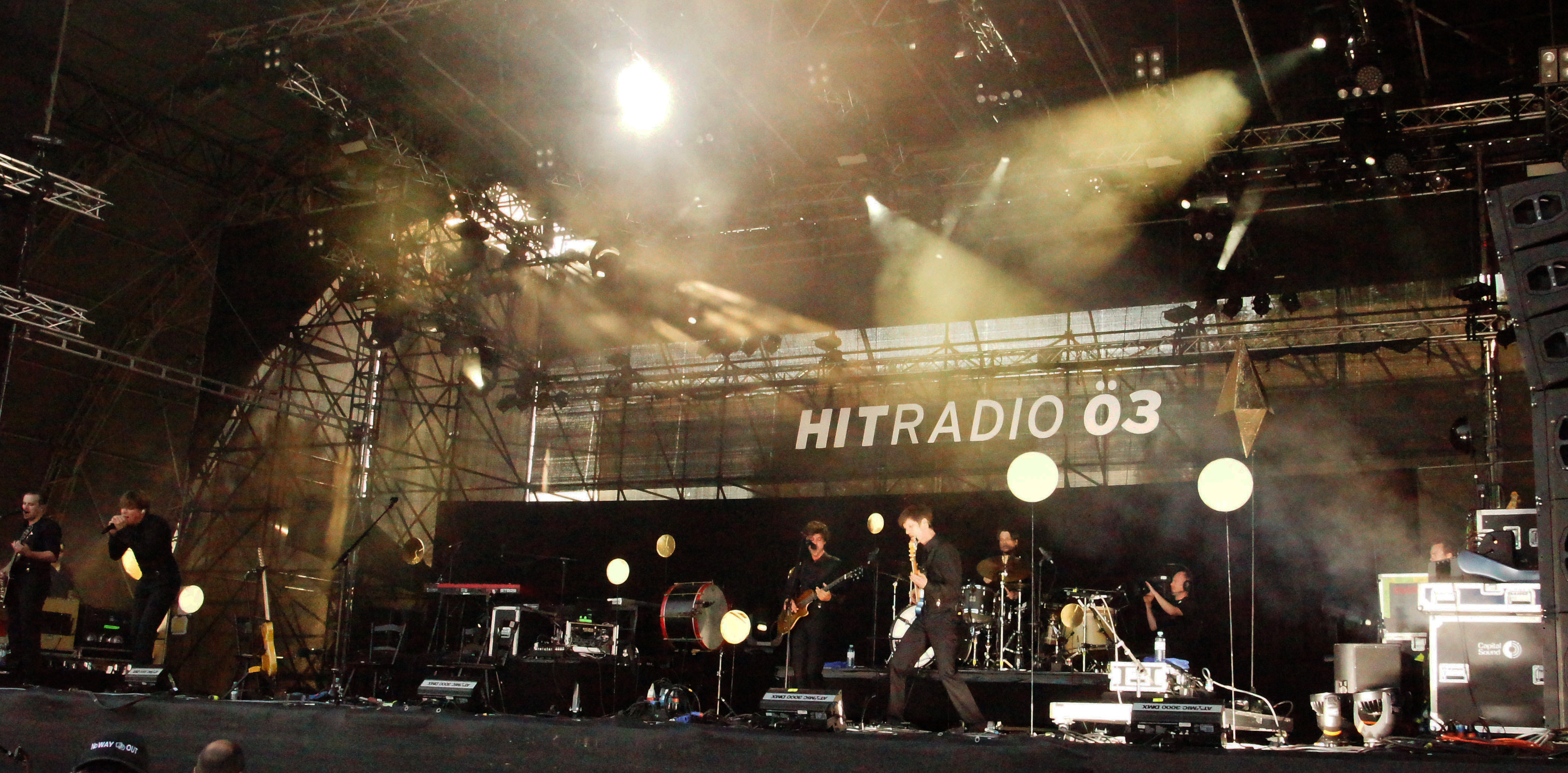
Poisel tijdens een optreden in 2013

Philipp Poisel (Ludwigsburg, 18 juni 1983) is een Duitse zanger, aangesloten bij het label van Herbert Grönemeyer. In 2008 bracht hij zijn eerste album Wo fängt dein Himmel an? uit, waarna verder succes volgde met Bis nach Toulouse en Projekt Seerosenteich, dat de eerste plaats haalde in de Duitse charts.
- Gemeinsame Normdatei: 1017094713
- International Standard Name Identifier: 0000 0001 3083 5533
- MusicBrainz: e0a9c844-ee81-49aa-9976-a4e4e68b866d
- Virtual International Authority File: 213902768
- WorldCat: E39PBJrm9bPmKdjyyKpThcg3Qq